# Вурхис (Њу Џерзи)
Вурхис (енгл. Voorhees) насељено је место без административног статуса у америчкој савезној држави Њу Џерзи.

## Демографија
По попису из 2010. године број становника је 976.
| Група             | 2000.    | 2010.       |
| Белци             | 0 (0,0%) | 72 (7,4%)   |
| Афроамериканци    | 0 (0,0%) | 614 (62,9%) |
| Азијати           | 0 (0,0%) | 58 (5,9%)   |
| Хиспаноамериканци | 0 (0,0%) | 234 (24,0%) |
| Укупно            | 0        | 976         |